# Exomala tarowana
Exomala tarowana är en skalbaggsart som beskrevs av K. Sawada 1941. Exomala tarowana ingår i släktet Exomala och familjen Rutelidae. Inga underarter finns listade i Catalogue of Life.